# Ebersbach-Musbach
Ebersbach-Musbach – gmina w Niemczech, w kraju związkowym Badenia-Wirtembergia, w rejencji Tybinga, w regionie Bodensee-Oberschwaben, w powiecie Ravensburg, wchodzi w skład związku gmin Altshausen. Przez gminę przepływa rzeka Riedbach.